# Comuna Orlea, Olt
Orlea este o comună în județul Olt, Oltenia, România, formată din satele Orlea (reședința) și Orlea Nouă.

## Primari
- Oiță Viorel

## Demografie
Componența etnică a comunei Orlea
     Români (95,25%)
     Alte etnii (4,75%)
Componența confesională a comunei Orlea
     Ortodocși (94,26%)
     Alte religii (0,21%)
     Necunoscută (5,53%)
Conform recensământului efectuat în 2021, populația comunei Orlea se ridică la 1.917 locuitori, în scădere față de recensământul anterior din 2011, când fuseseră înregistrați 2.331 de locuitori. Majoritatea locuitorilor sunt români (95,25%). Din punct de vedere confesional, majoritatea locuitorilor sunt ortodocși (94,26%), iar pentru 5,53% nu se cunoaște apartenența confesională.

## Politică și administrație
Comuna Orlea este administrată de un primar și un consiliu local compus din 11 consilieri. Primarul, Viorel Oiță[*], de la Partidul Social Democrat, este în funcție din 2008. Începând cu alegerile locale din 2024, consiliul local are următoarea componență pe partide politice:
|  | Partid                          | Consilieri | Componența Consiliului | Componența Consiliului | Componența Consiliului | Componența Consiliului | Componența Consiliului | Componența Consiliului | Componența Consiliului |
|  | ------------------------------- | ---------- | ---------------------- | ---------------------- | ---------------------- | ---------------------- | ---------------------- | ---------------------- | ---------------------- |
|  | Partidul Social Democrat        | 7          |                        |                        |                        |                        |                        |                        |                        |
|  | Partidul Național Liberal       | 3          |                        |                        |                        |                        |                        |                        |                        |
|  | Alianța pentru Unirea Românilor | 1          |                        |                        |                        |                        |                        |                        |                        |